# Cá đao đuôi nhỏ
Cá đao đuôi nhỏ hay Cá đao xanh, tên khoa học Pristis zijsron, là một loài cá đao trong họ Pristidae, được tìm thấy ở vùng biển nhiệt đới biển của Ấn Độ-Tây Thái Bình Dương, từ Biển Đỏ và đông Châu Phi tới Papua New Guinea, phía bắc đến phía nam Trung Quốc, và phía nam New South Wales, Úc, giữa vĩ độ 21 ° N, 37 ° S. Loài này là Cực kỳ nguy cấp và có thể đạt chiều dài lên đến 7,3 mét (24 ft).